# Diporiphora carpentariensis
Diporiphora carpentariensis — вид ігуаноподібних ящірок родини агамових (Agamidae). Ендемік Австралії. Описаний у 2019 році.

## Поширення і екологія
Diporiphora carpentariensis відомі за кількома зразками, зібраними в штаті Квінсленд, на південний схід від затоки Карпентарія. Вони живуть в саванах і рідколіссях.